# Eulachnus thunbergii
Eulachnus thunbergii är en insektsart som beskrevs av Wilson 1919. Eulachnus thunbergii ingår i släktet Eulachnus och familjen långrörsbladlöss. Inga underarter finns listade i Catalogue of Life.